# Poitevins
Pour les articles homonymes, voir Poitevin.
Les Poitevins sont les habitants du Poitou, une ancienne province de France disparue en 1790, mais qui continue d'exister après cette date en tant que région culturelle. La population poitevine, qui représente une part du peuple français, se divise géographiquement en deux : les Hauts-Poitevins et les Bas-Poitevins, sachant que la plupart des Bas-Poitevins sont devenus Vendéens à la suite de la création des départements.

## Ethnonymie
L'ethnonyme Poitevins est issu de Pictavi, nom d'un peuple d'Aquitaine qui a habité ce territoire. Poitevins est mentionné en 1100 environ sous la forme Peitevins, qui signifie à cette époque « les gens du Poitou » et plus généralement « les méridionaux ».
D'autre part, Poitevin est aussi le gentilé des habitants de Poitiers (même si l'on rencontre aussi la forme savante et archaïque Pictavien), qui est la capitale historique du Poitou.

## Anthropologie et ethnologie
Les habitants du Poitou, Pictones ou Pictavi, du plus loin que l'histoire en fasse mention, étaient des Celtes. Au cinquième siècle, les Wisigoths envahissent leur territoire ; cependant Clovis les chassa et tua leur chef Alaric dans les plaines de Voclade (devenu Vouillé), près de Poitiers.

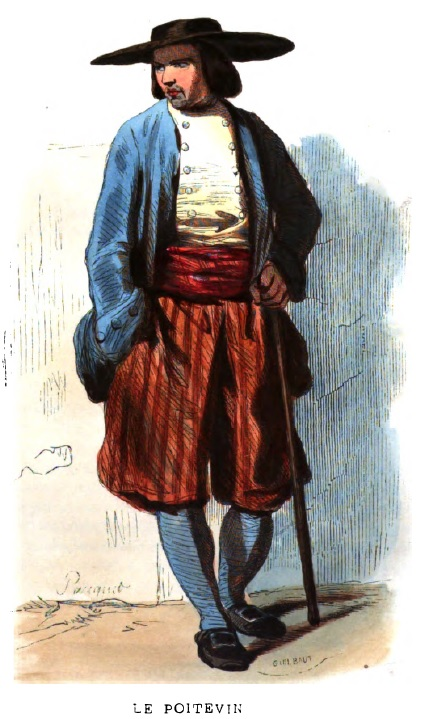
Un poitevin, dessin de 1841.

Les gentilshommes poitevins, robustes et aguerris, étaient selon Édouard Ourliac de célèbres chasseurs. Leurs châteaux, simplement meublés à l'antique, avaient conservé leurs vieilles murailles et leur rude apparence d'autrefois, point de parcs ni de jardins anglais. Leurs femmes, même parmi les plus grandes dames de la région, quand une affaire importante les forçait de quitter la maison, voyageaient à cheval, en litière ou dans des voitures à bœufs. Ils affermaient peu leurs terres et partageaient les productions avec leurs métayers, de là des intérêts communs, des relations de confiance et de bonne foi. Les propriétés étant très divisées et une terre un peu considérable renfermant vingt-cinq à trente métairies, le seigneur communiquait habituellement avec les paysans. Il les visitait souvent, causait avec eux des travaux de la terre, s'asseyait à leur table, allait aux noces de leurs enfants et buvait avec les convives. Le dimanche on dansait dans la cour du château, les dames ne dédaignaient pas de donner la main aux paysans et l'on conçoit l'attachement que de pareilles habitudes avaient pu établir entre les paysans et d'anciennes familles qui, depuis si longtemps, avaient toute leur confiance.
Au XVIIIe siècle, le voyageur aussi bien que le pauvre, était le bienvenu chez le Poitevin, jusqu'au moment où il tirait sa bourse, car le paysan poitevin regardait toute offre de paiement comme un outrage. Il n'était pas riche, mais il avait peu de besoins. Il travaillait, tout venait à bien, son seigneur ne le pressait pas et pourvu qu'il pût manger en paix son gros pain de seigle, jouer aux boules le dimanche et boire sa bouteille après vêpres, il vivait joyeux et charitable. Dans cette région, disait un commissaire du gouvernement conventionnel, « jamais un métayer n'avait trompé son maître ». À cette époque, jamais on n'entendait parler d'un crime et rarement d'un procès. Le juge de paix ou le curé arrangeaient tous les différends et le plus éclatant profit qu'on en pût tirer était de faire payer à son adversaire une garniture de cierges pour tous les autels de la paroisse. La plupart des vices et des crimes étaient inconnus et des vieillards conservaient dans le plus grand âge la candeur et la naïveté de l'enfance.
Dans la première moitié du XIXe siècle, d'après Édouard Ourliac, le paysan poitevin est d'une taille modeste, bien proportionnée et bien prise. Il a la tête grosse, le cou épais, le teint jaune et pâle, les cheveux noirs, les yeux petits mais expressifs. Sa démarche est lourde et gauche ; il est bilieux, taciturne, mélancolique, vindicatif, superstitieux, opiniâtre, méfiant, lent à se déterminer, mais d'une confiance sans bornes quand il s'est livré, d'une bonté extrême et d'une grande imagination. Il est aussi d'une fidélité rigide dans ses engagements, généreux, stoïque, attaché à son sol, à ses usages et à sa religion. Il parle peu et s'exprime rarement d'une manière affirmative. Lui demande-t-on s'il fait froid, il répond qu'il ne fait pas chaud ; si une femme est belle, il dira qu'elle n'est pas indifférente. Il affecte dans son langage une sorte de malice plaisante, de sérieux narquois, de naïveté feinte dont il abuse surtout avec l'étranger, cela s'appelle la gouaille. Autrefois les seigneurs eux-mêmes n'échappaient pas à la gouaille qu'ils supportaient de bonne grâce.
Les habitations des métairies poitevines se composent au XIXe siècle d'une pièce unique, à peine séparée de l'étable ; çà et là sont les meubles héréditaires en bois noir et poli, que les habitants excellent à sculpter : le lit, haut et large, avec sa pente de serge verte bordée de galon jaune. Au pied du lit, la huche à mettre le pain, qui sert à la fois d'estrade et de marchepied. Dans ces habitations, il y a aussi quelque vaisselle au long des parois, quelques fusils sur la cheminée, la table au milieu avec des bancs de bois à l'entour et, sur cette table, un pain noir.

## Mœurs, usages et coutumes duXIXesiècle
En 1841, tous les usages du Poitou, jusqu'aux divertissements, sont mêlés de pratiques religieuses ou de superstitions. Souvent, deux paroisses se portent un défi : on tend quelque part un câble que deux athlètes tirent de chaque côté jusqu'à ce que l'un entraîne l'autre, l'enjeu est une barrique de vin que l'on boit ensemble après la victoire. Aussi, le jeu le plus commun à cette époque est le jeu de boules. Quand une famille tue son porc, c'est l'occasion d'une petite fête qui s'appelle les « rilles » : le jour entier se passe à manger, danser et boire. À la fin du souper, un plaisant monte sur la table et débite quelque conte, quelque discours, le plus souvent un sermon appris dans sa jeunesse.
La moisson est un heureux temps pour le paysan poitevin : sa femme et ses enfants glanent alors pour leur subsistance de l'année entière et les huissiers le laissent en repos. On s'assemble dès l'aube au son du cornet à bouquin, le travail commence au bruit des risées et des chansons, la soupe l'interrompt à midi. Après le repas, on se couche et l'on fait la méridienne. La moisson finie, les métiviers (moissonneurs) s'assemblent autour de la dernière gerbe et simulent de grands efforts pour l'arracher, mais, disent-ils, la gerbe tient bon ; ils vont chercher le maître, et, dès qu'il paraît, la gerbe cède au premier effort. Le maître, alors, donne à chacun une certaine portion de grain qu'on vend et l'on achète avec le produit une oie et du vin qu'on mange gaiement dans un festin où le maître préside.
Les fêtes religieuses sont marquées par d'autres pratiques où s'attachent divers préjugés. À la Chandeleur, on mange des crêpes en famille, dans l'idée que les blés ne seront pas cariés. Le dimanche des Rameaux, par allusion, on plante une branche bénie dans les champs. Le vendredi saint, les travaux de la terre sont absolument interrompus et on ne manquerait pas, le jour de la Saint Marc ainsi que le premier jour de mai, de manger de l'ail vert pour affermir sa santé. La veille de la Saint-Jean, chacun apporte son fagot et le plus vieux ou le plus honoré de la paroisse allume le feu de joie. Quand la flamme s'élève, on tombe à genoux et l'on prie Dieu de bénir la moisson et de détourner de la paroisse les orages et les fléaux ; on passe par les flammes des herbes odoriférantes et des branches de noyer qu'on garde pour mettre dans la boisson des bestiaux malades, dans la croyance qu'ils en seront guéris. Après quoi les garçons dansent autour du feu et s'amusent à sauter au travers des flammes au bruit des rires de l'assistance. Les vieilles femmes du XIXe siècle conservent des cendres de ce feu qui sont, à leur avis, un excellent spécifique contre les dartres, appelées dans le dialecte « onderses ». 
Comme dans les régions du midi, il est d'usage à Noël de mettre dans le foyer une grosse bûche sur laquelle on jette solennellement quelques gouttes d'eau et qu'on empêche de se consumer, car elle doit durer pendant les trois fêtes. La bûche allumée, on s'agenouille et l'on récite toutes les prières qu'on sait par cœur ; on a vu des paysans dire, en cette occasion, jusqu'au Bénédicité. Ils pensent que la température des trois mois de mars, avril et mai, dépend de ces trois fêtes de Noël et cette maxime est consacrée : « Quand la Chandeleur est claire, l'hiver est par derrière ». L'hiver, disent-ils, est un petit bonhomme caché dans un sac, il se tient en haut, au milieu ou au fond. Le jour des rameaux, on observe d'où vient le vent, parce qu'on croit qu'il soufflera du même côté toute l'année. La température n'est pas moins remarquée durant les trois jours des Rogations.
Dans les longues soirées d'hiver, les femmes se réunissent à la veillée, dans une étable, à la lueur d'une lampe nourrie à frais communs. Là, rangées en cercle et accroupies sur leurs talons, elles filent leurs quenouilles et la plus instruite raconte d'effrayantes histoires de revenants et de sorciers. Le loup-garou est une croyance très établie en 1841, on connaît les crimes qui entraînent cette métamorphose et le temps que dure ce châtiment. Cette opinion, du moins, contient le paysan et lui donne une horreur difficile à concevoir pour les crimes dont ce supplice est la punition. Les sorciers étaient la grande superstition du pays : la pluie, la grêle, le tonnerre, les maladies des bestiaux et des hommes sont de leur ressort. On a recours à eux pour retrouver les objets perdus ; ils influent sur la santé par des incantations, des charmes et des herbes préparées. Les paysans leur accordaient une confiance sans bornes. Mais, en 1841, les sorciers ont perdu de leur crédit depuis longtemps déjà et ce n'est pas dû aux opinions nouvelles du XIXe siècle, mais au zèle constant et éclairé des curés.

### Mariage
En Poitou, les mariages se contractent dans une innocence baptismale au XIXe siècle. C'est aux bals, nommés des assemblées, que se forment ces liaisons naïves entre les filles et les garçons. Les amours naissantes s'expliquent par un fuseau que la fille laisse tomber, le garçon qui le ramasse le plus tôt est l'amoureux reconnu. La manière la plus commune et la plus délicate de faire l'amour consiste à pincer les filles, à dénouer leur tablier, à leur tordre les bras, etc. Ce à quoi la fille réplique galamment par les plus lourdes tapes qu'elle peut détacher.
Les grands-parents d'accord, on invite les parents et les alliés des deux familles, ce qui compose d'ordinaire une réunion si nombreuse que la plus vaste grange peut à peine suffire à la contenir. Le jour de la cérémonie, on coiffe la future mariée d'un bonnet à longues barbes qui tombent sur les épaules, on lui met une couronne d'immortelles à laquelle chaque fille attache une épingle dans l'espoir qu'elle se mariera dans l'année et enfin on la pare d'une ceinture de ruban argenté que seul le mari a le droit de dénouer. Quant à lui, il s'habille de neuf et il se poudrait autrefois, c'était le seul jour de sa vie où il pût se le permettre sans craindre les plaisants. Quand tout est prêt, le cortège défile pour aller à l'église : deux jeunes filles portent, derrière la mariée, l'une une épine blanche garnie de fleurs, de fruits, de rubans et l'autre une quenouille et un fuseau. Le parrain de la mariée présente à l'église un énorme gâteau que le prêtre bénit et dont elle fait les honneurs au dessert. Le prêtre, avant de prononcer les paroles sacramentelles, bénit, outre l'anneau nuptial, treize pièces d'argent que le mari donne à sa femme. 
On se rend ensuite au lieu du banquet au bruit des violons et des fifres. Au dessert, des filles chantent à la mariée une vieille chanson d'un sens profondément moral et mélancolique qui, d'ordinaire, la fait pleurer. On lui dit que son bon temps est passé et qu'il faut se préparer aux travaux de l'enfantement, aux soucis du ménage et de la famille. Les chants finis, viennent les « momous », ce sont des garçons qui portent à la mariée un présent caché dans une corbeille : c'est quelque colombe ou quelque oiseau attaché de rubans. Le mari sert les convives et ne se met à table qu'au dessert. Après le souper et la cérémonie bien connue de la jarretière, les danses commencent. Cependant les époux se retirent et vont se cacher dans quelque maison écartée, mais on se met à leur poursuite et l'on ne tarde pas à les découvrir. On leur porte de la soupe à l'oignon et un plat de cendres ; c'est l'occasion de mille mauvaises plaisanteries, à la suite desquelles les mariés rejoignent la compagnie. Après le repas du lendemain, chaque convive prend un ustensile du ménage : l'un la crémaillère, celui-ci un poêlon, cet autre une chaudière et le cortège défile dans le village au milieu des huées des enfants. C'est la procession nuptiale, la mariée fait ses visites et s'installe, pour ainsi dire, dans sa nouvelle
condition. La noce dure tant qu'il y a du vin à boire, celui qui vide la dernière barrique attache le fausset à son chapeau, c'est alors que la noce se termine.

## Costumes
De vieux Poitevins portent encore, en 1789, l'ancien hauts-de-chausses du temps de Henri IV.
En 1841 le Poitevin porte un grand chapeau rond à fond plat et à larges bords, les cheveux taillés en rond à l'ancienne manière des clercs et une veste de laine brune ou bleu-gris. Sous cette veste, il porte un gilet de laine blanche ou de cotonnade serré par une ceinture de mouchoirs rouges, une large culotte barrée, moitié laine moitié fil et des souliers ferrés. À la même époque, les femmes sont coiffées d'une aune de demi-fil, elles s'entourent le corps d'une brassière d'étoffe brune sur un corset difforme montant jusqu'aux épaules et, si renforcé de baleines, qu'il parerait un coup de sabre. Elles ont là-dessous deux jupons, une paire de sabots et le tout est recouvert d'un grand capot noir à rubans de même couleur qui se rattache par devant avec des crochets argentés. Vers Poitiers, elles portent un bonnet carré en forme de sac de papier, qui ne ressemble pas mal à la coiffure des janissaires.

## Migrations
Au XVIIe et XVIIIe siècles, les Poitevins forment une partie des colons français partis au Canada,, ainsi qu'aux Antilles.